# Caçapava do Sul
Caçapava do Sul là một đô thị thuộc bang Rio Grande do Sul, Brasil. Đô thị này có diện tích 3047,12 km², dân số năm 2007 là 32576 người, mật độ 10,69 người/km².